# Almafuerte
Pedro Bonifacio Palacios, dit Almafuerte (San Justo en Argentine le 13 mai 1854, La Plata en Argentine le 28 février 1917) est un poète argentin cité par Jorge Luis Borges dans son Livre de préfaces (1975). Le texte de référence a pour titre Prose et poésie d'Almafuerte (1962) et commente quelques dizaines de vers des poèmes :
- En el abismo (Au fond de l'abîme)
- El misionero (Le Missionnaire)
- Dios te salve (Dieu te sauve)